# 月岡幡羽
月岡 幡羽（つきおか ばんう、生没年不詳）は江戸時代の堤派の絵師。

## 来歴
3代目堤等琳及び川島雪斎の門人。月岡氏、名は潔。通称は庄五郎。字は伯直。幡羽、後に天保4年（1833年）から雪僊と号した。また、清乎堂とも号す。本町、金吹町、於玉池、浅草南馬道に居住していた。天保から文久年間に作画をしており、天保4年には久世侯の画員となった。嘉永中期には剃髪したといわれる。門人に子の月岡藍雪がいる。